# Arnie David Giralt
Arnie David Giralt Rivero (Santiago de Cuba, 26 de agosto de 1984) es un atleta cubano de triple salto.

## Trayectoria
Hijo del también atleta David Giralt, debutó a nivel internacional en el Campeonato Juvenil de Atletismo de 2001 con una medalla de plata. Consiguió nuevos éxitos en el Campeonato Junior de Centroamérica y el Caribe de 2002, Campeonato Mundial Junior de Atletismo de 2002, y Campeonato Panamericano Junior de Atletismo de 2003 con primeros lugares. Este mismo año participó en el Campeonato Mundial de Atletismo logrando un cuarto lugar (17,23 m).
Para 2004 consiguió medalla dorada en el Campeonato Iberoamericano de Atletismo, previo a su participación en los Juegos Olímpicos de Atenas donde no pasó de la ronda clasificatoria. En los siguientes años tomó parte de los campeonatos del mundo de Helsinki 2005 (8º), Japón 2007 (7º), Berlín 2009 (5º), y Daegu 2011, en el que no pasó de la fase de clasificación (16,74 m). Durante los Juegos Olímpicos de Pekín 2008 acabó en cuarta posición (17,52 m); mientras que en Londres 2012 no pasó de la ronda de clasificación.
En Campeonatos Mundiales de Atletismo en Pista Cubierta, Giralt ha obtenido medallas de plata en Valencia 2008 (17,47 m), y bronce en Doha 2010 (17,36 m). Su mejor marca personal es de 17,62 m lograda en La Habana, Cuba, el 25 de abril de 2009, y en pista cubierta de 17,47 m en Valencia, el 9 de marzo de 2008.